# Vasilisa Melenťjevová
Vasilisa Melenťjevová (rusky Васили́са Меле́нтьева) byla ruská carevna, šestá manželka Ivana IV. Hrozného.

## Život
Vasilisa byla vdovou po Nikitu Melenťjevovi. Ivan Hrozný se s ní oženil někdy po roce 1575. Když Ivan zjistil, že manželka má milence, nechal mladého muže před jejíma očima nabodnout na kůl. Podle různých verzí car nechal Vasilisu zaživa pohřbít v milencově hrobě, nebo ji poslal do kláštera.